# 星城站
星城站是一个位于北京市房山区星城街道京周路与健德中街交叉处西南侧，属于北京地铁燕房线的地铁车站。此站于2017年12月30日随燕房线主线开通而投入使用。

## 车站结构

### 楼层
星城站整体位于京周路南侧，为高架二层岛式车站。
| 地上二层 站台层 |                          | █ 燕房线往燕山（大石河东）      |
| 地上二层 站台层 | 岛式站台，左側開门       |                                 |
| 地上二层 站台层 | █ 燕房线往阎村东（阎村） |                                 |
| 地面层 站厅层   | 站厅                     | A-B出入口、客务中心、进出站闸机 |

### 站厅

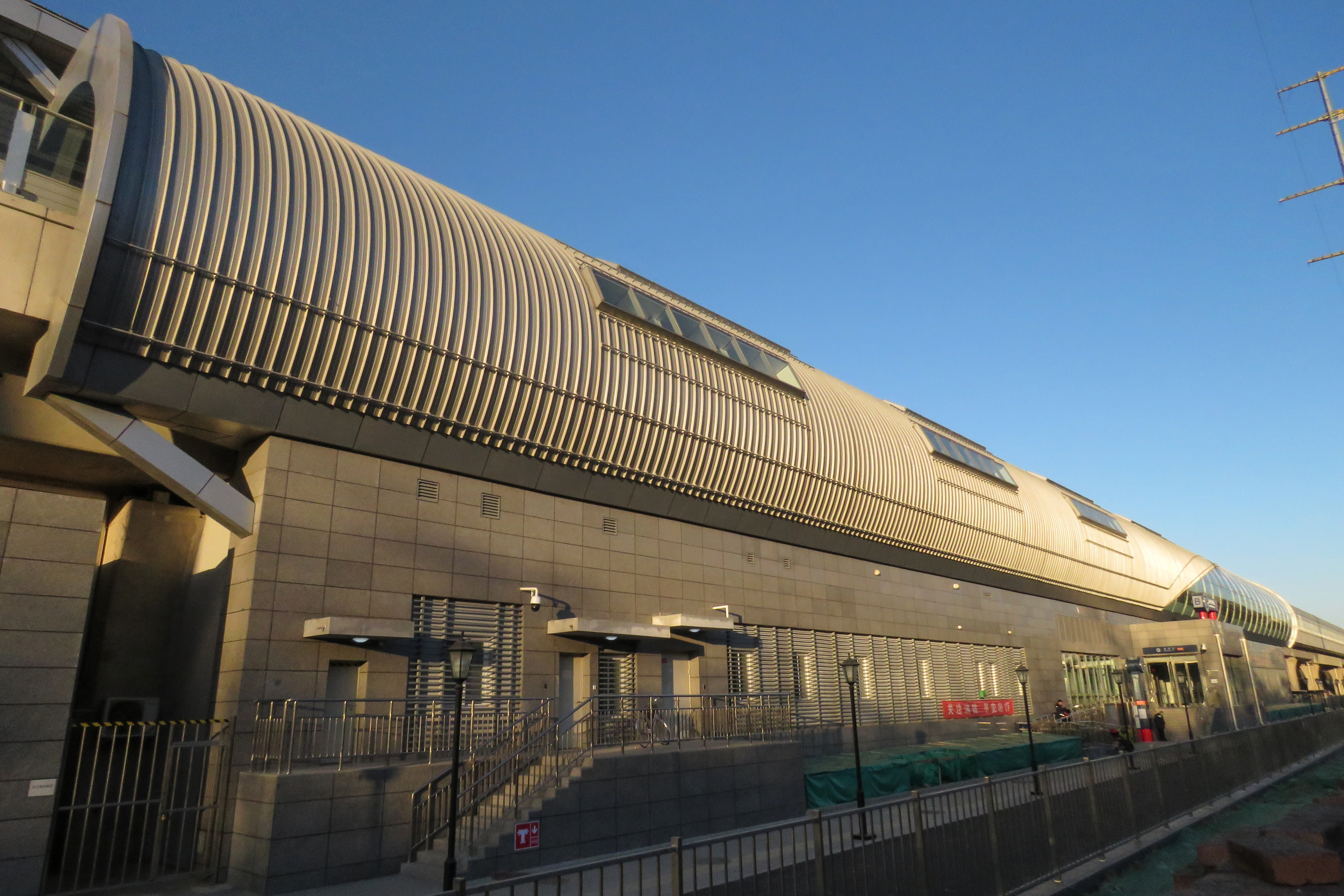
车站南面外觀（2017年12月摄）

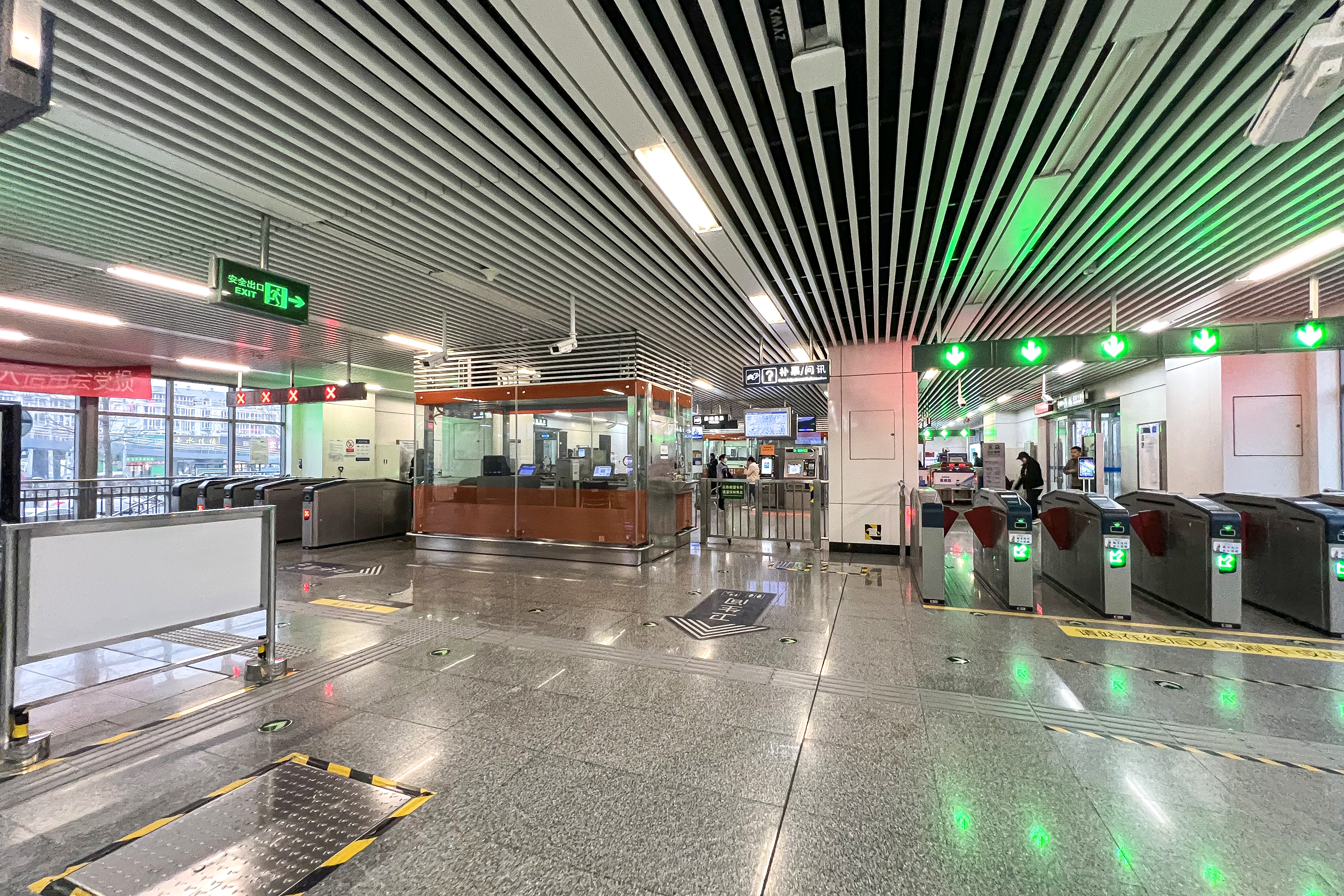
站厅

星城站的站厅付费区被分为两部分，其中卫生间位于西站厅，通往站台的直梯位于东站厅。

## 出入口
本站在南北两面各设一个出入口，其中A口朝向车站北侧的京周路，B口朝向车站南侧的紫燕北路。
|                               |          |                                                  |      |  |
| 編號                          | 指示     | 建議前往目的地                                   | 图片 |  |
| 出口 · A · 1                  | 京周路   | 大窦路支路、东亚·朗悦居、星城北里                |      |  |
| 出口 · A · 2 · 无障碍通道标志 | 京周路   | 大窦路支路、东亚·朗悦居、星城北里                |      |  |
| 出口 · B · 1 · 无障碍通道标志 | 健德中街 | 燕化星城健德四里、燕化星城健德一里、燕山星城小学 |      |  |
| 出口 · B · 2                  | 健德中街 | 燕化星城健德四里、燕化星城健德一里、燕山星城小学 |      |  |
| 註： 設有                     |          |                                                  |      |  |